# A dachaui koncentrációs tábor emlékhelye
A dachaui koncentrációs tábor emlékműve a holokausztra való emlékezés és az ismeretterjesztés helyszíne Dachauban.
Évente több mint 900 000 ember érkezik ide a világ minden tájáról, hogy tanuljanak a kortárs történelem tanulságaiból. A rendszeres kortörténeti események segítik a történtek emlékének megőrzését.
2007 tavaszán megnyílt az „Emlékezés ösvénye”. A Dachau városa által szervezett projekt a vasútállomás és a Frühling utca, Frieden utca,  John F. Kennedy tér és a koncentrációs tábor áldozataira emlékező utca közötti történelmi gyalogtúra összpontosít táblákkal, ismertetőkkel[pontosabban?]. A gyalogösvény mentén szövegekkel és fotókkal ellátott útszéli jelzők emlékeztetik a látogatókat a város és a koncentrációs tábor történetére a Harmadik Birodalom idején. A jelzők jól látható helyeken vannak elhelyezve a történelmi ösvény mentén.

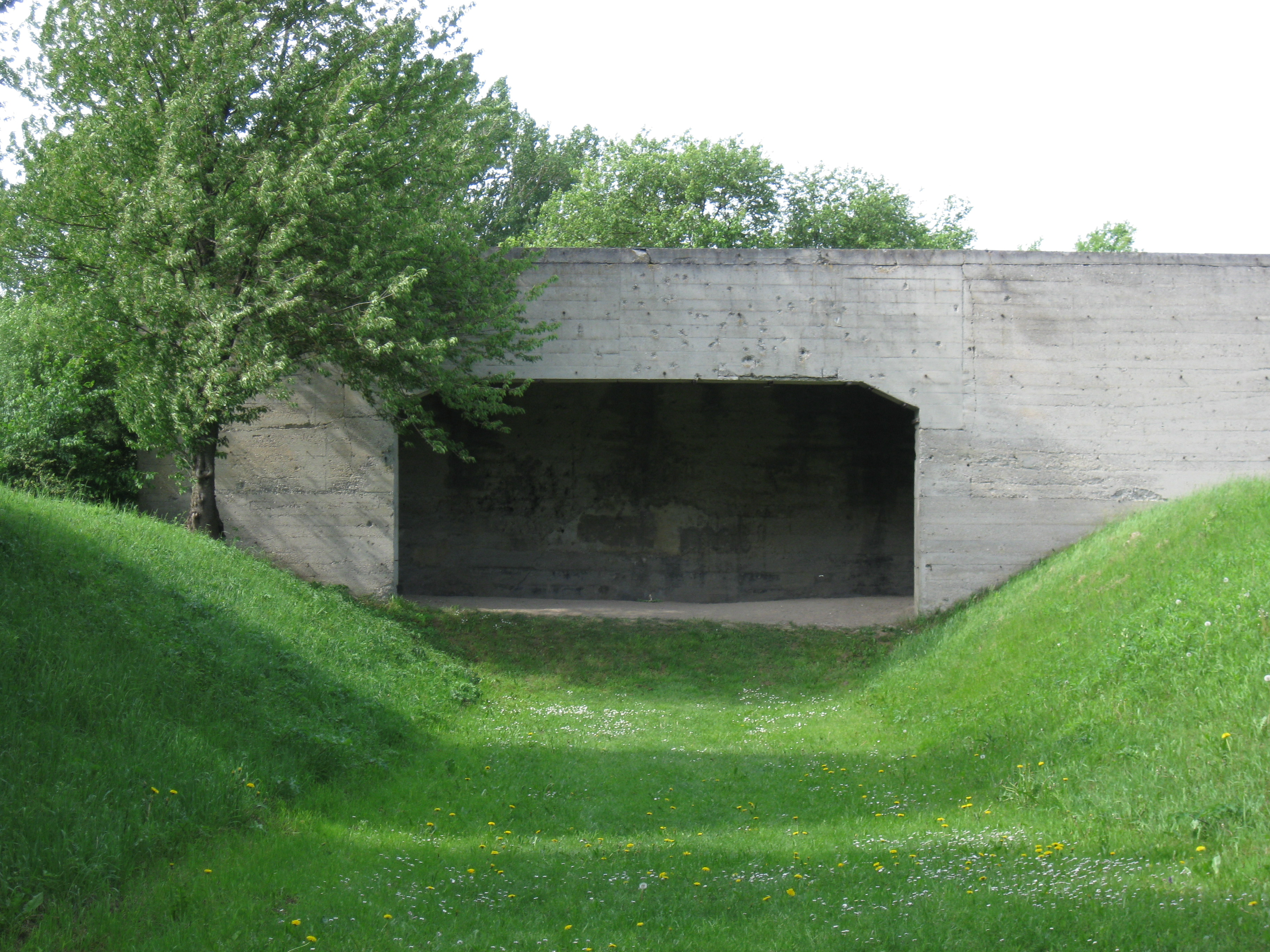
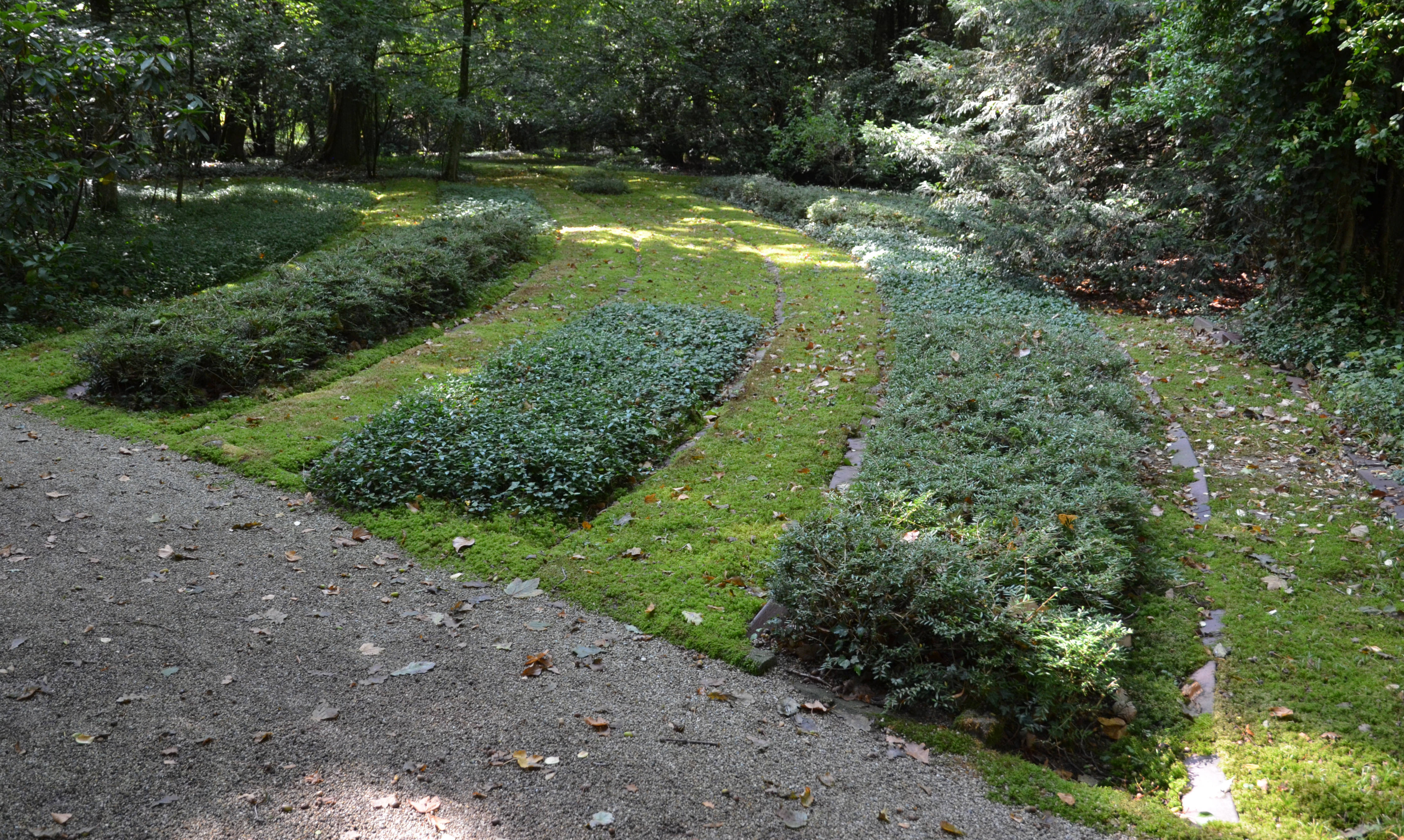
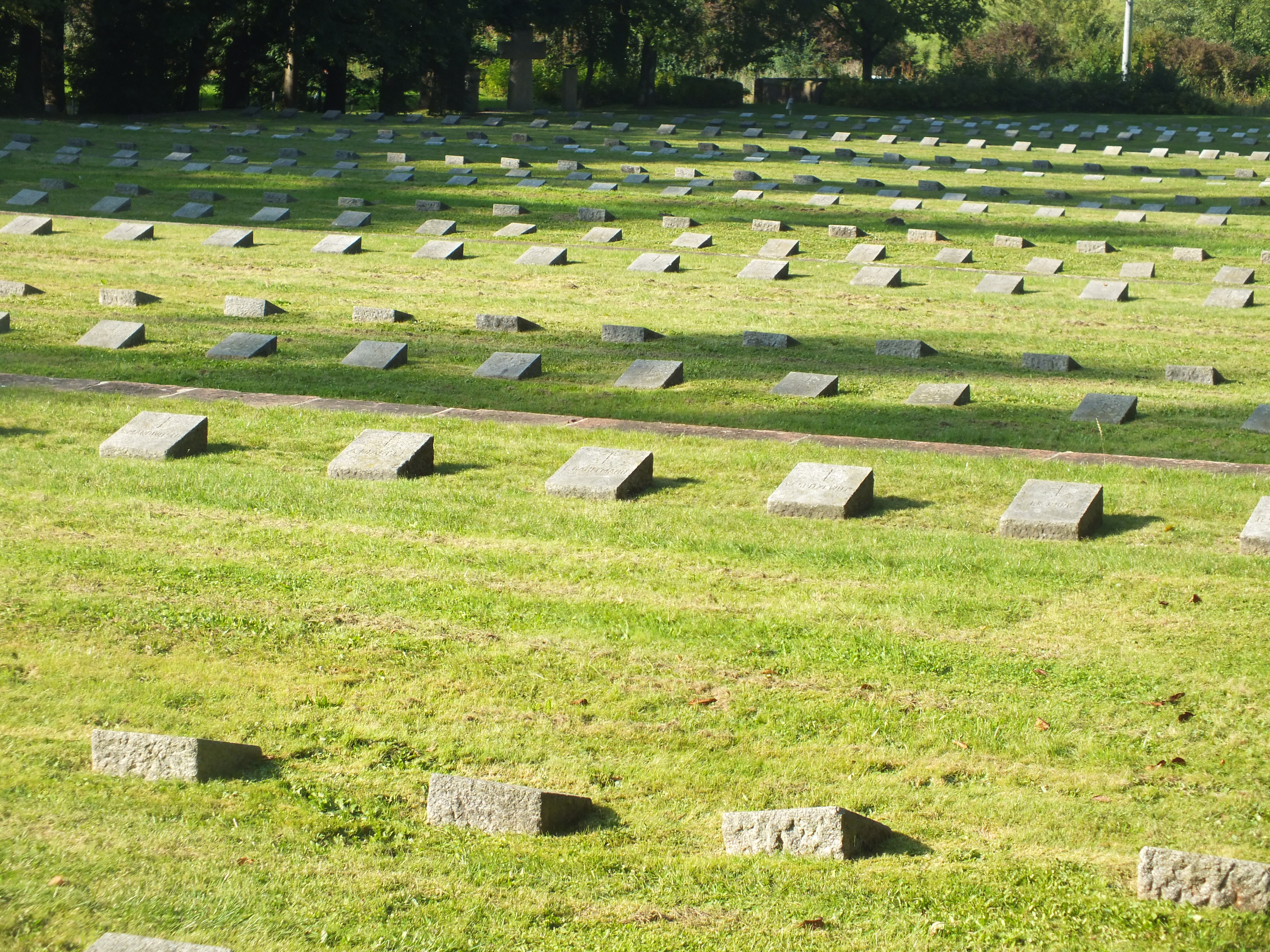
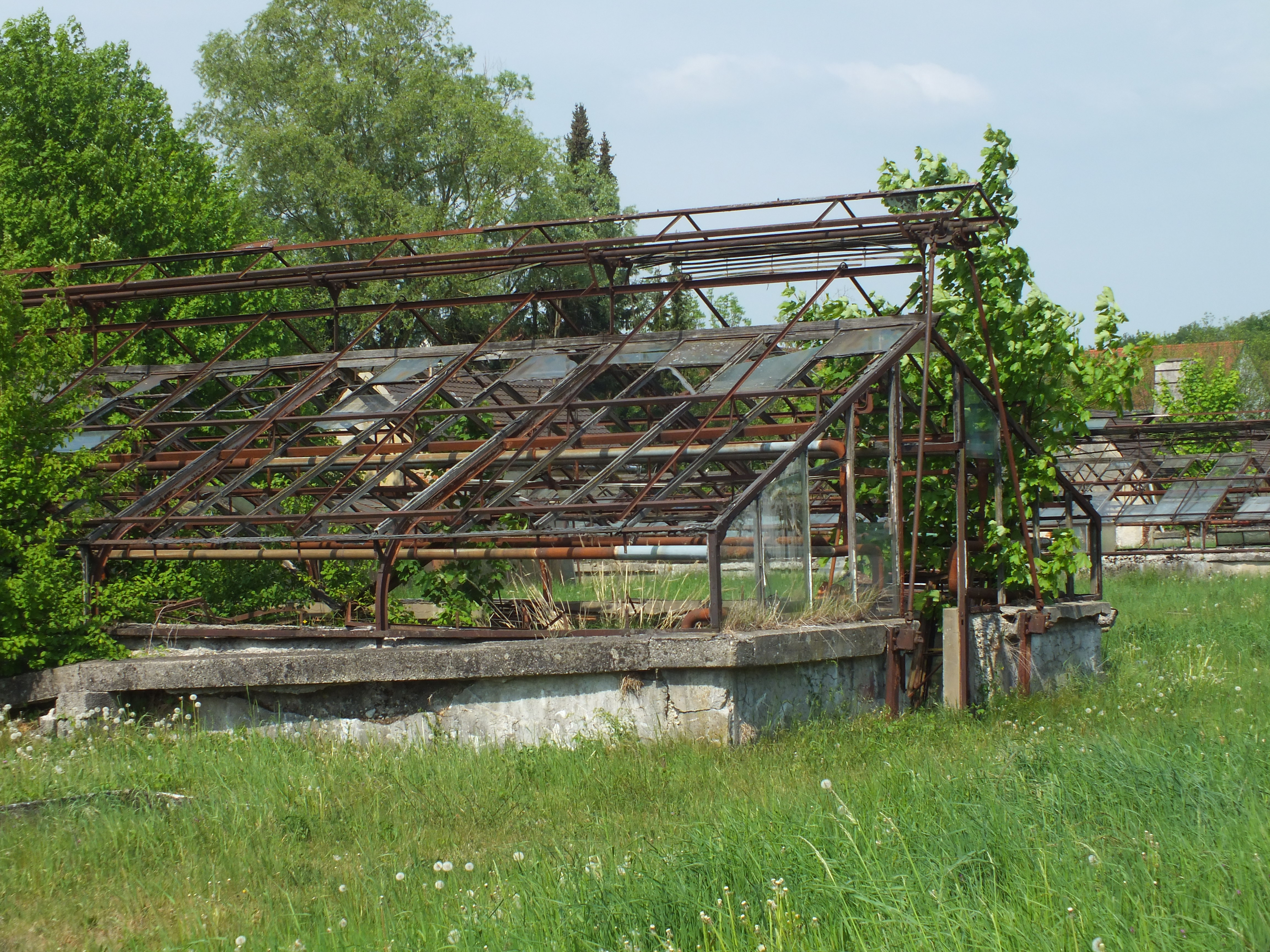
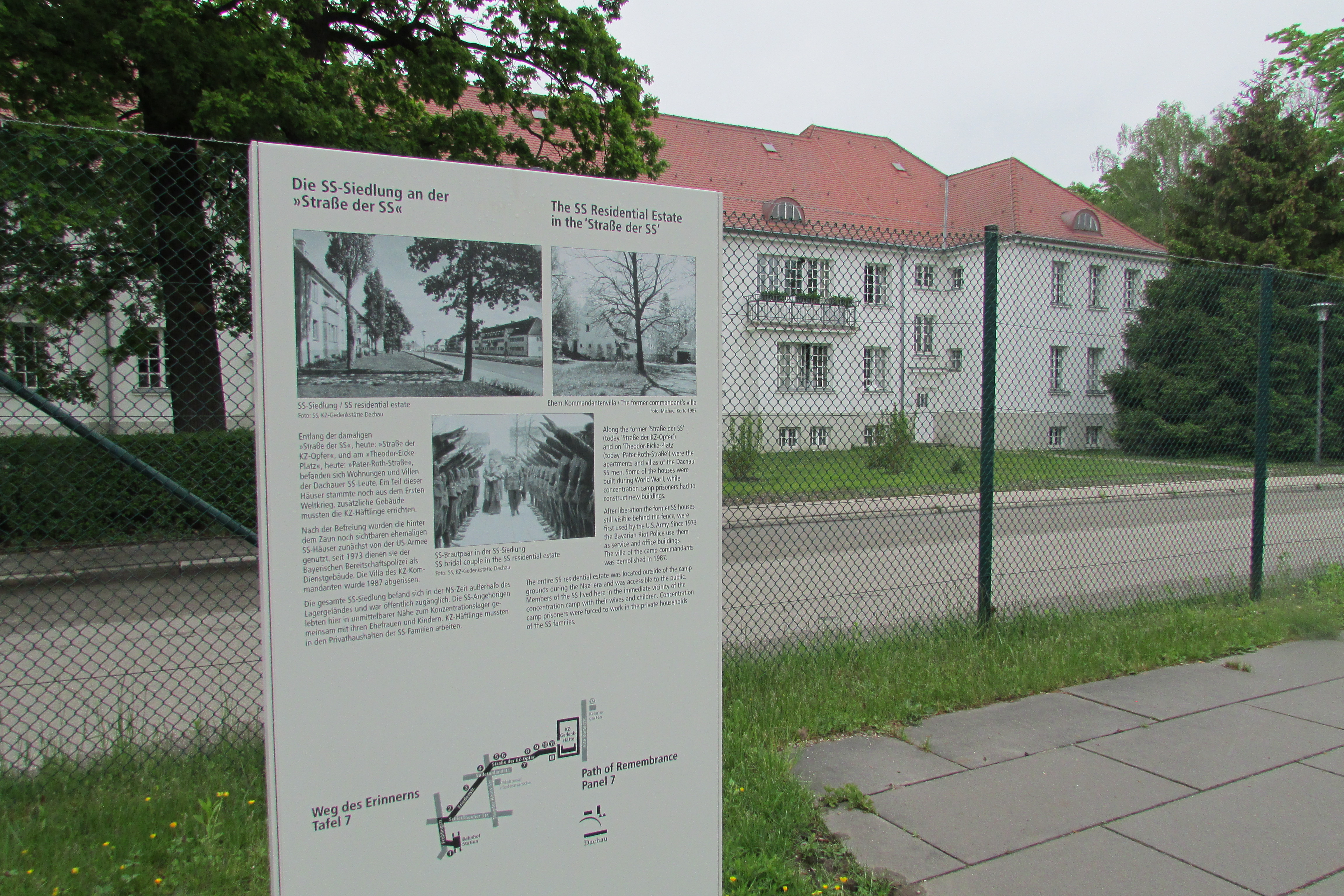
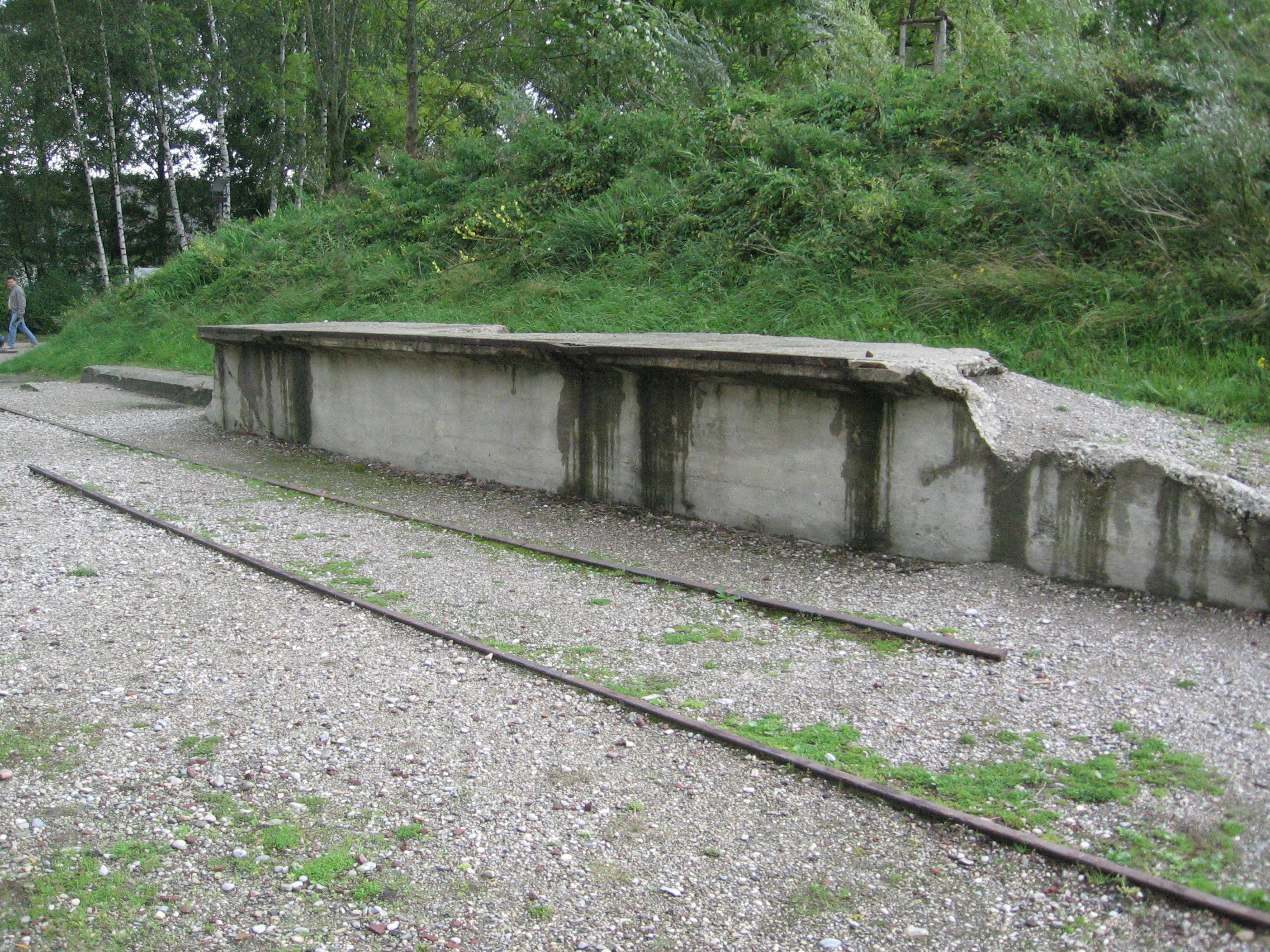
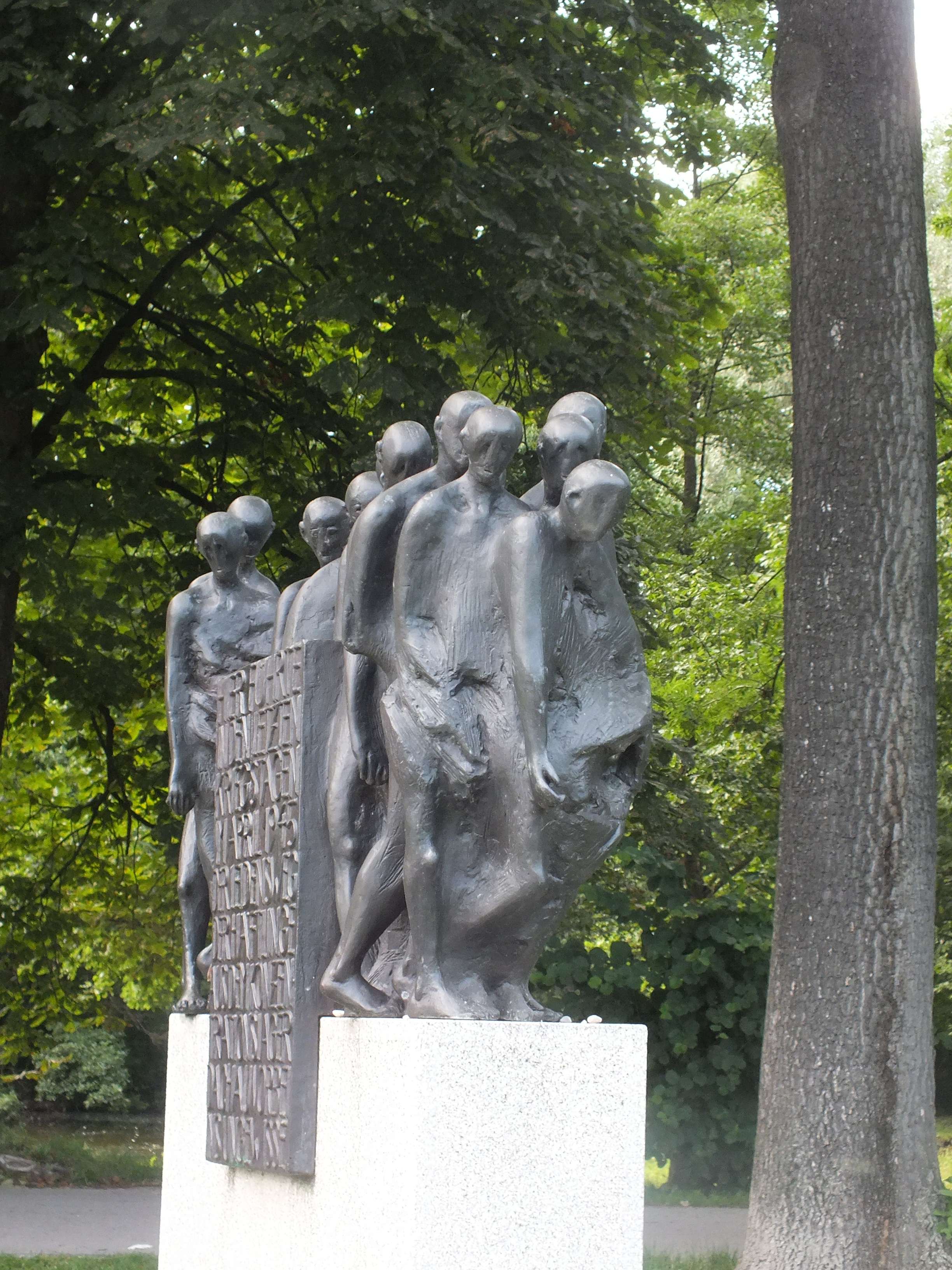